# Corydalinae
Sous-famille
Les Corydalinae sont une sous-famille d’insectes de l'ordre des mégaloptères, de la famille des Corydalidae.

## Taxinomie
Liste des genres :
- Acanthacorydalis
- Chloronia
- Chloroniella
- Corydalus
- Dysmicohermes
- Hermes
- Neohermes
- Neoneuromus
- Neurhermes
- Nevromus
- Platychauliodes
- Platyneuromus
- Protohermes